# Taro Aso
Taro Aso (japansk: 麻生太郎 = Asou Tarou), født 20. september 1940, er en japansk politiker, der er leder af Japans Liberaldemokratiske Parti (LDP). Taro Aso har været medlem af Repræsentanternes Hus siden 1979. Han var udenrigsminister fra 2005 til 2007 under premierministrene Shinzo Abe og Junichiro Koizumi. Derudover var han i korte perioder generalsekretær for partiet LDP i 2007 og igen i 2008.

## Partileder og premierminister
Den 22. september 2008 valgte LPD Taro Aso som partiets fremtidige leder og efterfølger for Yasuo Fukuda . Valget til partileder gjorde det derefter til en formssag for den da 67-årige Aso at blive valgt til premierminister i Japan som efterfølger for Yasuo Fukuda. Afgørelsen blev truffet under en afstemning i Repræsentanternes Hus, (hvor LDP havde flertal) den 24. september 2008, hvor Aso blev valgt med overvældende flertal over oppositionens kandidat Ichiro Ozawa . Regeringspartiet LDP har imidlertid mistet sit flertal i Japans Overhus, og umiddelbart efter afstemningen i Underhuset stemte Overhuset, og her vandt oppositionslederen Ichiro Ozawa. I tilfælde af uoverensstemmelser mellem Underhus og Overhus er det imidlertid Underhusets afgørelse, der er gældende, og afgørelsen havde således ingen umiddelbar konsekvens for Asos udpegning til premierminister, men det illustrerer nogle af de uoverensstemmelser, som Taro Aso kom til at stå over for som Japans tredje premierminister på blot lidt over et år.
Og problemer blev der, ikke mindst for LDP, der året efter tabte en række lokalvalg og i sidste ende også underhusvalget 30. august 2009. Det markante nederlag her medførte, at Taro Aso forlod posten som premierminister 16. september 2009, mindre end et år efter sin tiltræden, til fordel for Yukio Hatoyama.